# MUSIC (álbum de Mika Nakashima)
MUSIC es el título del tercer álbum original de estudio de la cantante japonesa Mika Nakashima, lanzado al mercado el día 9 de marzo del año 2005 bajo el sello Sony Music Entertainment Japan.

## Detalles
La tercera producción discográfica de Mika Nakashima tras el lanzamiento de "LOVE" del 2004. Fueron incluidos todos los sencillos lanzados posterior al lanzamiento de dicho álbum aparte  del tema principal del miniálbum "Oborozukiyo~Inori" del mismo título.
A pesar de permanecer por dos semanas consecutivas en el primer lugar de las listas de Oricon, sus ventas fueron relativamente más baja que sus dos trabajos discográficos anteriores. Aproximadamente vendió unas 600 mil copias sólo en Japón.
Fue incluida la versión single del tema "LEGEND", así como también fue incluida una versión álbum de "Hitori", distinta a la versión incluida en el sencillo de ésta.

## Lista de canciones
Todas las letras escritas por Mika Nakashima, salvo indicadas.
| N.º | Título                                                                       | Letras                                                | Música                                        | Arreglistas(s)                    | Duración |  |
| 1.  | «Sakurairo Mau Koro (桜色舞うころ Cuando el cerise baila?)»                  | Minako Kawae                                          | Minako Kawae                                  | Satoshi Takebe                    | 4:54     |  |
| 2.  | «Oborozukiyo: Inori (朧月夜～祈り Noche de una luna aneblada - la oración?)» | Tatsuyuki Takano, Mika Nakashima (letras adicionales) | Teiichi Okano, Taro Hakase (música adicional) | Taro Hakase                       | 5:59     |  |
| 3.  | «Hi no Tori (火の鳥 Firebird?)»                                              | Reiko Yukawa                                          | Hidekazu Uchiike                              | Keiichi Tomita                    | 4:31     |  |
| 4.  | «Kumo no Ito (蜘蛛の糸 La seda de araña?)»                                   |                                                       | Yoshiko Goshima                               | Toshiyuki Mori                    | 5:54     |  |
| 5.  | «Rocking Horse»                                                              | mmm.31f.jp, Mika Nakashima                            | Lensei                                        | Yasuharu Konishi (Pizzicato Five) | 3:37     |  |
| 6.  | «Carrot & Whip»                                                              |                                                       | Yoshiko Goshima                               | Chokkaku                          | 5:21     |  |
| 7.  | «Shadows of you»                                                             | Lori Fine (Coldfeet), Mika Nakashima                  | Celetia Martin (Big Life Music)               | Takefumi Haketa                   | 4:25     |  |
| 8.  | «Legend»                                                                     |                                                       | Yasunari Okano                                | Coldfeet                          | 5:46     |  |
| 9.  | «Hemurokku (ヘムロック Hemlock?)»                                            |                                                       | Kazuo Yoda                                    | Yoshito Tanaka                    | 6:42     |  |
| 10. | «Seven»                                                                      |                                                       | Lori Fine (Coldfeet)                          | Coldfeet                          | 4:25     |  |
| 11. | «Fake»                                                                       | Ayumi Miyazaki, Mika Nakashima                        | Ayumi Miyazaki                                | Ayumi Miyazaki                    | 5:13     |  |
| 12. | «Fed up»                                                                     |                                                       | Hiroshi Hayashi                               | Takamune Negishi                  | 6:05     |  |
| 13. | «Hitori (ひとり solitario?)»                                                 | Satomi                                                | Ryouki Matsumoto                              | Ken Shima                         | 5:53     |  |